# Museo Tierras de la Biblia
El museo Tierras de la Biblia está ubicado en Jerusalén, Israel y explora la cultura de los pueblos mencionados en la Biblia, entre ellos los antiguos egipcios, cananeos, filisteos, arameos, los hititas, elamitas, los fenicios y persas. El objetivo del museo es poner a estos pueblos en su contexto histórico. Está ubicado en la zona de museos de Givat Ram, entre el Museo de Israel, El Campus Nacional de Arqueología de Israel y el Museo Bloomfield de Ciencia.
La galería principal muestra cientos de artefactos: documentos antiguos, ídolos, monedas, estatuas, armas, alfarería y sellos. Muchos temas son expuestos en breves artículos en las paredes (por ejemplo los orígenes del alfabeto, el embalsamamiento o el viaje de Abraham). El museo también exhibe modelos a escala de sitios antiguos de Jerusalén, un ziggurat de Ur y las pirámides de Giza.